# Нарынбеков, Аскар
Аска́р Нарынбе́ков (кирг. Аскар Нарынбеков; род. 20 февраля 1927, Фрунзе) — тестовод Фрунзенского хлебокомбината Министерства пищевой промышленности Киргизской ССР. Герой Социалистического Труда (1966).

## Биография
Долгие годы трудился на Фрунзенском хлебокомбинате. Во время приготовления дрожжевого теста применял передовые технологические методы, в результате чего значительно возросла производительность труда и качество выпускаемой продукции. В 1965 году выполнил производственный план на 150 %. Указом Президиума Верховного Совета СССР от 21 июля 1966 года удостоен звания Героя Социалистического Труда с вручением ордена Ленина и золотой медали «Серп и Молот».
Проживал в Бишкеке.